# L’Étranger (2025)
L’Étranger (dt.: „Der Fremde“, internationaler Titel: The Stranger) ist ein Spielfilm von François Ozon aus dem Jahr 2025. Das Drama basiert auf dem gleichnamigen Roman von Albert Camus. Es erzählt die Geschichte eines jungen Mannes, der nach dem Tod seiner Mutter keine emotionale Reaktion zeigt und später in ein tragisches Ereignis verwickelt wird. Die Hauptrolle übernahm Benjamin Voisin. Die Uraufführung des Films findet Anfang September 2025 im Rahmen der Internationalen Filmfestspiele von Venedig statt. Der reguläre Kinostart in Frankreich ist für Ende Oktober 2025 geplant.

## Handlung
Algier im Jahr 1938: Mersault ist ein junger Mann in den Dreißigern. Er zeigt keine Gefühle, als er seine Mutter beerdigt. Kurz darauf beginnt er eine Affäre mit seiner Arbeitskollegin Marie und kehrt in sein alltägliches Leben zurück. Sein Nachbar Raymond Sintès zieht ihn jedoch in eine undurchsichtige Angelegenheit hinein. An einem sonnigen Tag am Strand mündet diese in einen tragischen Vorfall.

## Hintergrund
Es handelt sich nach Luchino Viscontis Der Fremde (1967) um die zweite Verfilmung von Camus’ Roman.

## Veröffentlichung
Die Weltpremiere von L’Étranger erfolgt am 2. September 2025 im Rahmen des 82. Internationalen Filmfestivals von Venedig. Der Beitrag, auch unter seinem englischsprachigen Titel The Stranger bekannt, wurde in den Hauptwettbewerb aufgenommen.
Der reguläre Kinostart in Frankreich ist für den 29. Oktober 2025 vorgesehen. Der Film wird von Gaumont verliehen.

## Auszeichnungen
François Ozon wurde mit L’Étranger zu vierten Mal in den Wettbewerb um den Goldenen Löwen der Filmfestspiele von Venedig eingeladen.